# مساحة سحب
في الميكانيكا ووديناميكا الهواء، تمثل مساحة السحب (بالإنجليزية: Drag area)‏ لعنصر ما الحجم الفعّال لذلك العنصر في اعتبار المائع الذي يسري حوله. ويعبر عن مساحة السحب غالبًا داخل حاصل الضرب: {\displaystyle C_{d}A,} حيث {\displaystyle A} هي المساحة كما يراها المائع، و{\displaystyle C_{d}} هو معامل السحب، ويختلف باختلاف شكل العنصر وطبيعة سريان الموائع عليه.
ويلعب معامل السحب دورًا هامًا في مقاومة مائع.
{\displaystyle F_{d}={\frac {1}{2}}\ \rho \ C_{d}A\ v^{2}.}
حيث:
{\displaystyle F_{d}} هي قوة السحب
{\displaystyle \rho } كثافة المائع
{\displaystyle v} سرعة الجسم بالنسبة للمائع